# Mars (Schiff, 1794)
Die Mars, auch HMS Mars, war ein 74-Kanonen-Linienschiff 3. Ranges gleichnamigen Klasse der britischen Marine, das zwischen 1794 und 1823 in Dienst stand.

## Geschichte
Die spätere Mars wurde am 17. Januar 1788 bestellt unter der Bauaufsicht von Martin Ware auf der Marinewerft in Deptford (London) im Oktober 1789 auf Kiel gelegt. Der Stapellauf erfolgte am 25. Oktober 1794 und die Indienststellung unter Charles Cotton im November des gleichen Jahres. Die Baukosten betrugen 50.270 Pfund.
Zu Beginn der französischen Revolutionskriege wurde sie der Kanalflotte zugeteilt. 1797 war sie unter Kapitän Alexander Hood an der Spithead-Meuterei beteiligt. In der Schlacht am Raz de Sein trat sie am 21. April 1798 in der Abenddämmerung in der Nähe der Pointe du Raz an der bretonischen Küste gegen die französische Hercule an. Die Hercule versuchte, durch die Passage du Raz zu fliehen, aber die Flut lief in die falsche Richtung und sie musste ankern, was Kapitän Hood die Chance zu gab, aus nächster Nähe anzugreifen. Die beiden Schiffe waren gleich stark und nach mehr als anderthalb Stunden blutiger Kämpfe aus nächster Nähe strich die Hercule ihre Flagge als Zeichen der Kapitulation, nachdem sie über dreihundert Männer verloren hatte. Auf der Mars wurden 31 Männer getötet und 60 verwundet. Unter den Toten befand sich Kapitän Hood.
Mars kämpfte in Trafalgar, wo sie schwer beschädigt wurde, als sie von fünf verschiedenen französischen und spanischen 74-Kanonen-Schiffen angegriffen wurde. Unter den 29 Getöteten und 69 Verwundeten war ihr Kapitän George Duff, der durch eine Kanonenkugel getötet wurde.
Im Jahre 1806 nahm sie im Dienst der Kanalflotte an einer Aktion vor Chasseron teil, die zur Eroberung von vier französischen Schiffen führte. Sie diente danach vor Portugal und in der Ostsee.
Sie wurde 1813 der Reserveflotte zugeteilt und 10 Jahre später abgewrackt.